# Ruwais
Die Hafen- und Industriestadt Ruwais (auch Ruweis, arabisch الرويس ar-Ruwais) in den Vereinigten Arabischen Emiraten wurde 1982 gegründet.

## Geografie
Sie befindet sich in der Western Region des Emirats Abu Dhabi an der Golfküste, rund 270 km westlich der Stadt Abu Dhabi, südöstlich der Halbinsel Dschabal az-Zanna an der Autobahn E11, und erstreckt sich über eine Fläche von 218 km². Die Bevölkerung betrug 15.511 zur Volkszählung 2005. Ruwais teilt sich in einen Industrie- und einen Siedlungskomplex auf. Erbaut und betrieben wird Ruwais von der staatlichen Petrofirma „Abu Dhabi National Oil Company“ (ADNOC).

## Industriekomplex
Der Industriekomplex besteht aus Erdgasverflüssigungsanlagen, Erdölraffinerien, Düngemittelfabriken, Kraftwerken und etwas entfernt der Erdölverladestation Dschabal az-Zanna auf der gleichnamigen Halbinsel. Das 1500-MW-Großkraftwerk mit Meerwasserentsalzungsanlage Shuweihat am westlichen Ende der Halbinsel gehört noch zur Ortschaft Ruwais. Es gibt eine Hafenanlage für die Verladung von Schwefel. Täglich werden ca. 22.000 Tonnen Schwefel von den Erdgasfeldern im Süden mit der Eisenbahn zur Küste gebracht. Die Bahnstrecke soll längerfristig an das internationale Projekt Gulf Railway angeschlossen werden und damit auch Personenverkehr ermöglichen.

## Siedlung
Die Siedlung südlich der Halbinsel Dschabal az-Zanna beinhaltet die Infrastruktur einer Kleinstadt mit zwei Banken, Post, Telekom und drei Supermärkten sowie weiteren Geschäften des täglichen Bedarfs. Die Herrscherfamilie unterhält hier einen Palast. In der Siedlung wohnen ausschließlich ADNOC-Beschäftigte und deren Angehörige, auch die Infrastruktur wird von ADNOC unterhalten. Wahrzeichen von Ruwais sind drei blaue, pilzförmige, 30 m hohe Wasserspeicher.

## Verkehr
Ruwais und sein Hafen sind vorläufiger Endpunkt einer 2016 eröffneten Bahnstrecke, über die von Shah im Landesinneren Schwefelgranulat abgefahren wird, das dort bei der Förderung von Erdgas als Nebenprodukt anfällt.